# Krunoslav Simon
Krunoslav Simon (* 24. Juni 1985 in Zagreb, SR Kroatien) ist ein kroatischer Basketballspieler. Simon spielte zunächst in seiner Heimatstadt für KK Zagreb, mit dem er drei nationale Pokalwettbewerbe gewann, davon einen 2011 in Verbindung mit der kroatischen Meisterschaft als Double. Nach einer Spielzeit in der spanischen Liga ACB 2012/13 bei CB Unicaja Málaga spielt Simon in der Saison 2013/14 beim russischen ULEB-Eurocup-Sieger Lokomotive Kuban Krasnodar. In der Season 2015–2016 unterschrieb er einen Vertrag bei Olimpia Milano. Aktuell spielt Simon bei Anadolu Efes Istanbul.

## Karriere
Simon begann seine Karriere bei KK Zagreb, bei dem er 2002 als 17-Jähriger in die erste Mannschaft aufrückte. In der Folge konnte sich die Mannschaft in die nationale Spitze vorarbeiten und gewann 2008 erstmals mit dem Pokalwettbewerb einen nationalen Titel. Zwei Jahre später konnte man diesen Erfolg wiederholen und ein Jahr später verteidigte man 2011 nicht nur den Pokaltitel, sondern gewann erstmals auch die Meisterschaft. In der Meisterschaftsrunde 2011/12 verpasste man jedoch als Titelverteidiger den Einzug ins Play-off-Halbfinale und konnte auch den Pokaltitel nicht verteidigen. Anschließend wechselte Simon erstmals ins Ausland nach Spanien, wo er mit seinem ehemaligen Zagreber Mannschaftskameraden Luka Žorić seit 2012 für Unicaja aus Málaga spielt. Nachdem er mit KK Zagreb in der Vorrunde der EuroLeague 2011/12 ausgeschieden war, erreichte er mit Málaga die Runde der 16 besten Mannschaften der EuroLeague 2012/13. Dort schied man dann vorzeitig aus. In der spanischen Liga ACB verpasste man auf dem neunten Platz wegen des schlechteren direkten Vergleichs den Einzug in die Play-offs um die spanische Meisterschaft. Für die Spielzeit 2013/14 bekam Simon einen Vertrag beim russischen Verein Lokomotive Kuban aus Krasnodar, der als Sieger des Eurocup 2012/13 und Vizemeister der osteuropäischen VTB United League 2012/13 in der EuroLeague 2013/14 spielen wird.
Mit der kroatischen Nationalmannschaft gewann Simon bei den Mittelmeerspielen 2009 das Finale gegen Griechenland. Bei der EM-Endrunde 2011 in Litauen verpasste man wegen des schlechteren direkten Vergleichs den Einzug in die Zwischenrunde und damit auch eine Qualifikation für die Olympischen Spiele.